# Olympische Sommerspiele 2004/Teilnehmer (Aserbaidschan)
| Gelbes Symbol für Goldmedaillen mit stilisierten Olympischen Ringen | Graues Symbol für Silbermedaillen mit stilisierten Olympischen Ringen | Braundes Symbol für Bronzemedaillen mit stilisierten Olympischen Ringen |
| ------------------------------------------------------------------- | --------------------------------------------------------------------- | ----------------------------------------------------------------------- |
| 1                                                                   | —                                                                     | 4                                                                       |

Aserbaidschan nahm an den Olympischen Sommerspielen 2004 in der griechischen Hauptstadt Athen mit 36 Athleten, 6 Frauen und 30 Männern, teil.
Seit 1996 war es die dritte Teilnahme Aserbaidschans bei Olympischen Sommerspielen.

## Flaggenträger
Der Gewichtheber Nizami Paşayev trug die Flagge Aserbaidschans während der Eröffnungsfeier im Olympiastadion.

## Medaillengewinner
Mit einer gewonnenen Gold- und vier Bronzemedaillen belegte das Team Platz 50 im Medaillenspiegel.

### Gold
| Sportler       | Disziplin                                 |
| -------------- | ----------------------------------------- |
| Fərid Mansurov | Ringen, griechisch-römisch, bis 66 kg (M) |

### Bronze
| Sportler                | Disziplin                       |
| ----------------------- | ------------------------------- |
| Fuad Aslanov            | Boxen, Federgewicht (M)         |
| Ağası Məmmədov          | Boxen, Bantamgewicht (M)        |
| Irada Asumowa           | Schießen, Sportpistole 25 m (F) |
| Zemfira Meftachetdinowa | Schießen, Skeet (F)             |

## Teilnehmer nach Sportarten

### Boxen
Männer
- Ceyhun Abiyev
Halbfliegengewicht: Achtelfinale

- Fuad Aslanov
Fliegengewicht: Bronze

- Ağası Məmmədov
Bantamgewicht: Bronze

- Şahin İmranov
Federgewicht: Achtelfinale

- Rövşən Hüseynov
Leichtgewicht: Viertelfinale

- Ruslan Xeyirov
Weltergewicht: Viertelfinale

- Cavid Tağıyev
Mittelgewicht: Achtelfinale

- Əli Shamil İsmayılov
Halbschwergewicht: Achtelfinale

- Vüqar Ələkbərov
Schwergewicht: Viertelfinale

### Fechten
Frauen
- Yelena Jemayeva
Säbel, Einzel: 7. Platz

### Gewichtheben
Männer
- Asif Məlikov
Federgewicht: 12. Platz

- Turan Mirzəyev
Leichtgewicht: 4. Platz

- Əlibəy Səmədov
Mittelschwergewicht: 15. Platz

- Nizami Paşayev
Mittelschwergewicht: DNF

- Alan Naniyev
Schwergewicht: 6. Platz

### Judo
Männer
- Elçin Mehdi İsmayılov
Halbleichtgewicht: 1. Runde

- Mehman Əzizov
Halbmittelgewicht: 1. Runde

- Mövlud Mirəliyev
Halbschwergewicht: 1. Runde

### Leichtathletik
| Männer - Teimur Gasimow 100 Meter: Vorläufe - Dadaş İbrahimov 200 Meter: Vorläufe - Əlibəy Şükürov 800 Meter: Vorläufe | Frauen - Marina Lapina Hammerwurf: 46. Platz in der Qualifikation |

### Rhythmische Sportgymnastik
Frauen
- Anna Gurbanova
Einzel: 14. Platz in der Qualifikation

### Ringen
Männer
- Vitali Rəhimov
Leichtgewicht, griechisch-römisch: 14. Platz

- Fərid Mansurov
Weltergewicht, griechisch-römisch: Gold

- Vüqar Aslanov
Mittelgewicht, griechisch-römisch: 17. Platz

- Namiq Abdullayev
Federgewicht, Freistil: 14. Platz

- Elman Əsgərov
Weltergewicht, Freistil: 12. Platz

- Elnur Aslanov
Mittelgewicht, Freistil: 15. Platz

- Rüstəm Ağayev
Schwergewicht, Freistil: 5. Platz

### Schießen
Frauen
- İradə Aşumova
Luftpistole: 8. Platz
Sportpistole: Bronze

- Zemfira Meftachetdinowa
Skeet: Bronze

### Schwimmen
| Männer - Serqey Dyaçkov 100 Meter Freistil: 67. Platz | Frauen - Nataliya Filina 100 Meter Brust: 44. Platz |

### Taekwondo
Männer
- Niyaməddin Paşayev
Federgewicht: 11. Platz

- Rəşəd Əhmədov
Weltergewicht: 4. Platz